# پورتو تخادا
پورتو تخادا (به اسپانیایی: Puerto Tejada, Cauca) یک سکونتگاه مسکونی در کلمبیا است که در بخش کائوکا واقع شده‌است.